# 歌時記 〜サクラサク篇〜
『歌時記 ～サクラサク篇～』（かじき ～ - へん～）は、ゆず初のライブ・アルバム。1999年6月23日発売。発売元はセーニャ・アンド・カンパニー。

## 解説
- 30万枚限定で発売された、初のライブ・アルバム。卒業アルバムを縮小したような、特殊パッケージ仕様で発売された。
- 全国ツアー「サクラサク ツアー」（23公演）のライブ・テイクから選出。
- パッケージと一体型のブックレットは写真のみ。
- CDレーベルは桜色をしている。
- リリース時のプロモーションはトイズ・ファクトリーが担当。

## 収録曲
- 作詞・作曲者は各リンク先を参照されたい。

1. 月曜日の週末　（3:22）
2. 四時五分　（2:40）
3. ルルル　（3:27）
4. 始発列車　（4:11）
5. ねこじゃらし　（4:13）
6. からっぽ　（4:13）
7. 悲しみの傘　（4:19）このアルバムが初収録となる。
8. 朝もやけ　（5:31）
9. いつか　（5:24）
10. 夏色　（4:14）
11. 街灯　（3:20）
12. てっぺん　（3:27）
13. サヨナラバス　（8:11）
14. シュビドゥバー　（9:06）

## 関連作品
- 夏色 -1stシングル-　　M-10
- からっぽ -3rdシングル-　　M-6
- いつか -4thシングル-　 M-4・9
- サヨナラバス -5thシングル-　　M-3・8・13
- ゆずの素 -ミニアルバム-　　M-12
- ゆずマン -ミニアルバム-　　M-14
- ゆず一家 -1stアルバム-　　M-1・2・5・10・11
- ゆずえん -2ndアルバム-　　M-6・7・9
- Home 1997-2000 -ベストアルバム-　　M-1・6・9・10・13
- ゆずのね 1997-2007 -ベストアルバム-　　M-7・12・14